# Afrocanthium burttii
Afrocanthium burttii là một loài thực vật có hoa trong họ Thiến thảo. Loài này được (Bullock) Lantz mô tả khoa học đầu tiên năm 2004.